# Denise Billon
Pour les articles homonymes, voir Billon.
Denise Billon est une réalisatrice française née à Paris le 5 juillet 1927.
Elle fait partie des rares femmes qui ont travaillé comme réalisatrice pour l'ORTF[réf. nécessaire].

## Biographie
C'est comme sténo-dactylo qu'elle est engagée à la Télévision française où elle entre le 15 juin 1948 mais c'est comme scripte et assistante de production qu'elle va immédiatement débuter aux « émissions éducatives », ancêtre de la Télévision scolaire, dont un inspecteur de l'Éducation nationale Adrien Delatour (1909-1992) a la responsabilité et dont Bernard Hecht (1917-1999) assure la réalisation. C'est avec celui-ci qu'elle collabore aussi aux émissions enfantines. Ses activités polyvalentes lui valent de travailler avec un jeune débutant nommé Marcel Bluwal, que Bernard Hecht vient d'engager, et de concevoir avec lui au début des années 1950 les premiers programmes élaborés pour un jeune public notamment le feuilleton «Les aventures de Jacky» en 1952,.
En 1954, elle est la première femme officiellement nommée réalisatrice à la Télévision française ; seule(s) une ou deux femmes aux États-Unis l'ont précédée dans ces fonctions[réf. nécessaire].
Elle saura y imposer sa personnalité par son professionnalisme, son dynamisme et sa culture. Elle est créditée comme réalisatrice de 58 œuvres pour la télévision par la BnF. 
La musique sera son domaine de prédilection. Dès 1949, elle avait déjà produit la toute première émission musicale à l'occasion du centenaire de la mort de Chopin. Elle met en images de nombreux concerts symphoniques, des retransmissions de manifestations périodiques (festivals, Jeunesses Musicales de France ...) ou exceptionnelles (« Journée des Nations Unies ») de même que plusieurs émissions magazines spécialisées (« Musique pour vous » de Lucienne Bernadac, Les secrets de l'orchestre de Bernard Gavoty, Arcana de Maurice Le Roux).
Elle a aussi réalisé des émissions documentaires : à ses débuts, deux séries sur l'agriculture (« D'hier à demain », « Faites votre choix » de Roger Louis) ainsi que la première évocation d'Albert Camus en 1961 (prod. Marianne Oswald) et des portraits littéraires de Colette (prod. Igor Gourine) et Verlaine (prod. Pierre Seghers).
Tout au long des années 1960, elle a également travaillé pour la Télévision Scolaire.
Elle est nommée chef du service de la musique à l'ORTF (1973-1974) puis à la S.F.P. (1975-1977) où elle est ensuite chargée des relations publiques (1978-1979), chargée de mission pour la musique (1979-1983) en enfin directrice des relations publiques (1983-1989).
L'Institut National de l'Audiovisuel la considère comme une des professionnelles emblématiques de la télévision et de la radio française, à l'ère des pionnières.
Elle a épousé le directeur de la photographie Roger Arrignon (1908-1983).

## Filmographie

### Émissions magazines
- 1954-1958 : Télé Paris
- 1955-1962 : Musique pour vous
- 1958-1961 : Magazine international agricole
- 1959-1963 : Les grands interprètes
- 1960-1968 : Livre mon ami
- 1962 : La musique et lvie
- 1962-1966 : Les secrets de l'orchestre
- 1962-1972 : Festival de Besançon
- 1964-1966 : Jeunesse oblige
- 1967-1969 : Prestige de la musiqu
- 1969-1971 : Au cœur de la musique
- 1970 : Année Beethoven

### Émissions documentaires
- 1954-1955 : D'hier à demain
- 1956-1957: Édition spéciale : Les femmes jouent leur destin - Sahara an 1 - La caméra a-t-elle un cœur ? - Madeleine Renaud et Jean-Louis Barrault - L'Europe pourquoi?
- 1957 : Faites votre choix
- 1961 : Le rayonnement d'Albert Camus
- 1963-1964 : Les grands maîtres de la musique : Ravel - Berlioz
- 1968-1972 : Arcana : La flûte - le violoncelle et la contrebasse - La trompette - Epinette et clavecin
- 1972 : Verlaine, Colette par Colette

### Fictions
- 1952 : Les aventures de Jacky
- 1956 : Anatole a tenu parole
- 1964 : Bonne chance Isabelle
- La Khovantchina (captation d'opéra)
- 1972 : Barbe-Bleue (captation d'opéra)
- Jean-Marc Doniak : Dictionnaire historique des auteurs de la Télévision française